# ワインディングロード/東京からまんまで宇宙
「ワインディングロード/東京からまんまで宇宙」（ / とうきょうからまんまでうちゅう）は、エレファントカシマシの42枚目のシングル。

## 内容
- 前シングルより約1年振りのリリース。
- 前シングルに続き両A面シングルとなった。
- 初回限定盤としてDVD「CONCERT TOUR 2011 “悪魔のささやき~そして、心に火を灯す旅~”」 が付属。

## 収録曲
作詞・作曲：宮本浩次、編曲：エレファントカシマシ・蔦谷好位置
1. ワインディングロード
三菱自動車『デリカ D:5』CF曲。
2. 東京からまんまで宇宙
3. ワインディングロード (instrumental)
4. 東京からまんまで宇宙 (instrumental)